# 陸軍航空技術研究所
陸軍航空技術研究所（りくぐんこうくうぎじゅつけんきゅうじょ）は、日本陸軍の研究機関のひとつである。陸軍航空本部の下部組織として航空関係の器材、燃料の考案、審査、あるいは航空技術の調査研究や試験を行った。1935年（昭和10年）8月、陸軍航空本部技術部が昇格独立して設立された。所在地は東京府立川町（1940年より立川市）に本部が置かれたほか、各地に出張所が設置された。
1942年（昭和17年）10月、陸軍航空技術研究所内の各部がそれぞれ独立し、第1陸軍航空技術研究所から第8陸軍航空技術研究所までの各陸軍航空技術研究所となった。1945年（昭和20年）8月の太平洋戦争（大東亜戦争）終結につづく陸軍解体で、各陸軍航空技術研究所はすべて廃止された。ここでは前身である陸軍航空本部技術部その他についても述べる。

## 沿革

### 初期の航空技術研究
日本の陸軍航空における研究は、1877年（明治10年）西南戦争の際に気球の試作をしたことにより始まるが、より本格的な技術の研究と開発は明治時代末期より着手された。日露戦争時の敵情偵察に効果を収めた臨時気球隊や、欧米列強国で進歩しつつある飛行機の研究を重視した陸軍が、海軍および東京帝国大学などの研究者を含めた軍官共同の機関、臨時軍用気球研究会を1909年（明治42年）7月に発足させてからである。同研究会は陸軍主導で創設された経緯や委員の構成、さらには航空運用思想や研究方向性の相違から海軍と学界が積極的に参画せず、実質は陸軍独自の飛行機研究機関であった。その名称と研究対象との齟齬は、当時まだ実用価値が明確でなかった飛行機を政府機関の研究会名に用いることが避けられたためだとされる。臨時軍用気球研究会は揺籃期の陸軍航空にとって唯一の研究機関として役割を果たした。
大正期に入り、臨時軍用気球研究会は当初の目的であった航空機の一般的研究をすでに大半終了し、陸軍はその特性に応じた実用的な研究を必要とした。1919年（大正8年）4月、航空事業に関する軍の機構改革のため陸軍航空部が創設されると、同時に埼玉県入間郡所沢町に陸軍航空学校が設立され、同校内に研究部が置かれた。以後は陸軍航空学校研究部が技術研究を継承し、その主流となるのは実用的研究で純学理の研究は行わないことになった。1924年（大正13年）5月、陸軍航空学校は改編されたが新規学校の所沢陸軍飛行学校研究部は航空に関する器材、気象、衛生等の調査研究ならびに審査を引き続き担任した。

### 陸軍航空本部技術部
1925年（大正14年）5月、軍備整理により陸軍全体の規模は縮小されたが先進分野である航空部門は強化され独立した航空兵科となり、陸軍航空部も改編して陸軍航空本部（以下、場合により航空本部と略）となった。航空本部は前身の陸軍航空部よりも定員、編制ともに増強され、研究その他の部門として技術部が置かれた。陸軍航空本部技術部（以下、場合により単に技術部と略）は、それまで陸軍唯一の航空技術研究機関であった所沢陸軍飛行学校研究部を、所在地は同校内のまま独立昇格させたものである。
陸軍航空本部事務分掌規程（陸達第23号）の第2条により定められた技術部が掌（つかさど）る事務は次のとおり（1925年5月時点）。
陸軍航空本部技術部
- 航空に関する器材の調査、研究、試験、立案、および審査
- 航空に関する気象および衛生の調査、研究、試験、および立案
- 航空に関する器材制式の統一、および同制式図の調製整理に関する事項

航空本部技術部の初代部長には笹本菊太郎少将が補職され、その編制は第1科から第5科までの各科と飛行班、ならびに航空衛生班からなっていた。1928年（昭和3年）9月、航空本部技術部は航空衛生班のみを所沢に残し、東京府北多摩郡立川町に移転した。技術部の用地は飛行第5連隊の飛行場に隣接する土地を新たに買収し、施設を建設したものである。
1931年（昭和6年）9月に勃発した柳条湖事件につづく満州事変を契機として日本の内外は情勢が緊迫し、陸軍航空は拡張一途となった。それに従い航空本部の業務も著しく増大した。航空本部は航空器材行政において計画機関でありながら実施機関でもあったため、業務が複雑になるに伴い多くの矛盾が出るようになった。技術部においては研究の能率面だけでなく、器材審査の公平を期するという点からも問題が生じたのである。そこで計画と実施の機能を分離することを目的として航空本部を改編し、技術部の業務のうち計画業務は航空本部第二部が担当し、現業は陸軍航空技術研究所その他を新設して担当させることになった。1935年（昭和10年）3月、軍備強化のため定められた昭和十年軍備改変要領（軍令陸乙第3号）における新設部隊のひとつに陸軍航空技術研究所が決定した。

### 陸軍航空技術研究所の設立
1935年（昭和10年）8月、陸軍航空技術研究所令（勅令第222号）の施行により陸軍航空技術研究所（以下、場合により航空技術研究所または研究所と略）が設立された。同令第1条で航空技術研究所は「航空に関する器材、燃料等の考案および審査を為し　かつ航空技術に関する調査、研究、および試験を行い　その改良進歩をはかる」と定められた。研究所の編制は陸軍航空本部長に隷属する所長以下、企画科、調査科、および第1から第6までの各科である。研究所の定員は将校、技師57名、准士官、下士官、技手49名の計106名となっていた。所在地はそれまでの陸軍航空本部技術部とかわらず東京府立川町である。
1937年（昭和12年）7月末、陸軍航空技術研究所令の一部改正（勅令第377号）が施行された。これにより航空技術研究所の業務に航空衛生に関する調査、研究、および試験と、航空被服および糧食の性能に関する試験が加えられた。また上記改正で新たな研究所の編制は総務部（第1科、第2科）、第一部（第3科、第4科、第5科）、第二部（第6科、第7科、第8科、第9科）となった。各科の分掌は次のとおり（1937年8月時点）。
陸軍航空技術研究所
総務部：第1科 - 庶務。第2科 - 経理。第一部：第3科 - 飛行機。第4科 - 発動機。第5科 - 飛行。第二部：第6科 - 武器、弾薬。第7科 - 無線および電機、計測器および航法器材、写真器材。第8科 - 燃料。第9科 - 航空衛生および心理、航空衣糧、その他。
同年勃発した支那事変（日中戦争、初期の名称は北支事変）において陸軍航空部隊は黄砂を吸い込むことで飛行機のハ‐5発動機内部が異常摩滅し、搭載機の全機使用停止となりかねない危機に陥ったが、航空技術研究所は大胆な試験器材要求による原因究明で事態を収拾した。支那事変以降、航空に関する兵器の需要が急増し航空技術研究所は敷地、建物、施設、予算および人員が拡充されていった。事変前の1936年（昭和11年）に予算が約516万円、人員620名（うち将校、技師52名）であったものが1939年（昭和14年）には予算が約3,253万円、人員1,476名（うち将校、技師110名）となった。
1938年（昭和13年）8月、航空技術研究所は満州における気象、地形等に即応した航空兵器、燃料、脂油等の調査、研究、試験を行うため満州国ハルビン市に哈爾浜（ハルビン）出張所を設置した。同出張所の定員は20名、初代所長は神田実中佐が補職され、所長および3名の所員は関東軍司令部兼務であった。同年、第9科（旧航空本部技術部航空衛生班）が所沢より立川に移転した。また、この年には研究所拡張用地として10万9,508坪（約36万平方メートル）の土地を航空本部が取得している。1939年（昭和14年）8月、前述の哈爾浜出張所は航空技術研究所満州支所に改編された。
1939年12月、航空技術研究所とは異なる実験機関として陸軍飛行実験部（以下、場合により飛行実験部と略）が設置された。以後、試作飛行機の実用試験審査の担任は研究所から飛行実験部に移管された。これは従来研究所の第5科において優秀な操縦者がテストパイロットを担当しているものの、研究所の編制内では技術者の意見が偏重され公正な判断が下されないとしたものである。ただし航空技術研究所はその後も第5科を有し基本審査を行ったため実用試験審査のための試作飛行機が予定通り陸軍飛行実験部に渡らず、審査を遅延させる結果となった。飛行実験部は当初航空技術研究所の一角に設置され、翌1940年4月、近隣の西多摩郡福生村に移転した。

### 所掌業務拡大と編制改正
1940年（昭和15年）3月末、陸軍航空技術研究所令が一部改正され（勅令第205号）、同令第1条で研究所の業務に「航空に関する固定無線所施設、補修等を行う」ことが加わった。同年7月末には陸軍航空技術研究所令が再度改正された（勅令第490号）。同令第1条の改正で航空技術研究所は「航空に関する兵器の考案、設計および審査、ならびに航空に関する燃料および脂油、兵器材料等の考案および審査を為し　かつ航空技術、航空衛生、航空被服、航空糧食および航空に関する特殊施設に関する調査、研究および試験を行い　その改良進歩をはかる」と定められた。
研究所の業務は従来まで飛行機の機体および発動機の研究が主体であったものが、航空武器、弾薬、飛行機装備器材、材料、燃料、航空衣糧、航空衛生等の分野が強化された。所掌業務の拡大は終わりの見えない日中戦争に対応するため陸軍中央が軍備充実計画を更改し、昭和十五年軍備改変要領その一（軍令陸乙第6号）、同その二（軍令陸乙第22号）を実施することに伴うものである。研究所の編制は総務部と第一部から第八部までに改められた。
研究所編制改正に先立つ同年4月、研究所長安田武雄中将は核分裂に関する研究に着目し原子爆弾の可能性についての研究を所員鈴木辰三郎大尉に命じ、翌1941年4月、理化学研究所仁科研究室（仁科芳雄博士）へ原子爆弾製造に関する研究が正式に委託された。
1941年（昭和16年）7月、研究所は日本各地に出張所を設置した。各出張所名と所在地は次のとおり（1941年7月時点）。
太田出張所（群馬県新田郡太田町）、荻窪出張所（東京市杉並区宿町）、熱田出張所（名古屋市港区大江町）、大曽根出張所（名古屋市東区大幸町）、各務原出張所（岐阜県稲葉郡蘇原村）、明石出張所（兵庫県明石郡林崎村）、北立川出張所（東京府立川市）、砂川出張所（東京府北多摩郡大和村）、調布出張所（東京府北多摩郡調布町）、大阪出張所（大阪市此花区島屋町）
同年12月、日本は米英など連合国に対し太平洋戦争を開始した。従来の日中戦争に加えた戦域の拡大は軍備、補給等に変革を必要とし、兵器の開発、生産強化とその業務の敏速な実施が急務となった。

### 第1～第8陸軍航空技術研究所
1942年（昭和17年）10月、陸軍航空技術研究所令改正（勅令第680号）が施行され、従来の航空技術研究所は総務部が陸軍航空本部に統合され、それ以外の第二部から第八部は航空本部隷下の第1陸軍航空技術研究所から第8陸軍航空技術研究所（以下、場合により総称として各研究所、あるいは第1研究所などと略）の8つの研究所に分離独立した。第1から第8まで各研究所を合算した定員は将校、各部将校、技師が186名、准士官、各部准士官が16名、下士官、各部下士官、判任文官238名の合計440名であった。各研究所本部は従来の航空技術研究所敷地内にそれぞれ新たに設置されたが、公式な住所は立川市西隣の北多摩郡昭和町である（以下、便宜のため各研究所の所在地は立川と表記）。
これは航空兵器の研究開発、生産、補給、修理の指導、統制強化を主要な目的とした陸軍航空機構刷新の一端であり、同時に陸軍航空本部の編制が改正され、ほかにも陸軍飛行実験部は陸軍航空審査部（以下、場合により航空審査部と略）に改編された。それまで航空技術研究所が行っていた審査業務はすべて航空審査部に移管された。以後兵器の研究と試作は明確に区分され、試作は航空本部が直接指示して試作機関に行わせることとなった。それまで航空技術研究所が独自に指示をして乱発ともいえる兵器試作が行われてきたものが、航空本部により厳密に管理された。また航空技術研究所満州支所は改編され、航空審査部の満州支部となった。
同年同月「陸軍航空技術研究所ノ所掌事項ニ関スル件」（陸達第65号）により定められた各研究所が掌る業務は次のとおりである（1942年10月時点）。
第1陸軍航空技術研究所
- 飛行機（他研究所所掌事項を除く）に関する研究
- プロペラに関する研究

第2陸軍航空技術研究所
- 航空に関する原動機に関する研究

第3陸軍航空技術研究所
- 航空に関する武器、弾薬、その他射撃、爆撃に関する兵器（他研究所所掌事項を除く）の研究
- 航空化学兵器に関する研究

第4陸軍航空技術研究所
- 航空に関する通信兵器に関する研究
- 電波を主とする航空兵器に関する研究

第5陸軍航空技術研究所
- 航空に関する光学兵器に関する研究
- 航空に関する計測器に関する研究

第6陸軍航空技術研究所
- 航空に関する兵器材料に関する研究
- 航空に関する燃料、脂油に関する研究

第7陸軍航空技術研究所
- 航空被服に関する研究
- 航空糧食に関する研究
- 航空に関する特殊施設および航空建築土木器具に関する研究

第8陸軍航空技術研究所
- 航空衛生および航空心理に関する研究
- 航空衛生に関連する兵器に関する研究
- 航空勤務者の身体検査に関する事項

単一であった研究所の分離独立は研究各部門を強化し、それぞれの研究を徹底的に行うという時局の要請によるものである。その一方で各研究所の分離化により、飛行機を中心にして進められるべき航空技術研究に総合性の面で欠陥を生じ、各研究所の研究自体が散漫希薄なものになったと戦後の公刊戦史は指摘している。
各研究所は従来どおり日本各地に出張所を置いた。確認できる出張所は次のとおり（1944年時点）。ただし、それぞれが第1研究所から第8研究所のいずれの出張所であるのかは不明である。
太田出張所（群馬県新田郡太田町）、荻窪出張所（東京市杉並区宿町）、熱田出張所（名古屋市港区大江町）、大曽根出張所（名古屋市東区大幸町）、各務原出張所（岐阜県稲葉郡蘇原村）、明石出張所（兵庫県明石郡林崎村）、浜松出張所（浜松市中沢町）、神戸出張所（神戸市灘区日出町）、下関出張所（下関市大字豊浦村古都ノ浜）、日光出張所（栃木県日光町清滝）、安来出張所（島根県安来町）、大森出張所（大森区大森）、築地出張所（名古屋市港区竜宮町）、砂川出張所（東京府北多摩郡大和村）、調布出張所（東京府北多摩郡調布町）、大阪出張所（大阪市此花区島屋町）
1943年（昭和18年）6月、第4陸軍航空技術研究所の電波兵器研究部門を、地上兵器の研究開発等を担当する陸軍兵器行政本部所管の第2、第5、第7陸軍技術研究所の各電波兵器研究部門と統合し、多摩陸軍技術研究所が設立された。電波兵器の戦力化は戦局に直接影響するものであり、各研究所間に分散していた技術力を結集し、戦力化を促進することの必要性があったためである。
1944年（昭和19年）末ごろより米軍の本土爆撃が激しくなり、各研究所は疎開のため大都市から離れた地に出張所を設置するようになった。閲覧可能な資料で確認できる出張所は次のとおりである（1945年2月時点）。
第1研究所：木月出張所（神奈川県）、甲府出張所（山梨県）。 第2研究所：高山出張所（岐阜県）、岡谷出張所（長野県）。 第3研究所：三方原出張所（静岡県）。 第4研究所：八王子出張所（東京都）。 第5研究所：志村出張所（東京都）、屋代研究所（長野県）、足柄研究所（神奈川県）。 第7研究所：秩父出張所（埼玉県）。
1945年（昭和20年）2月以降、第1から第8研究所本部をふくむ各種の軍事施設と軍需工場が密集する立川と周辺地区は複数回の空襲を受けた。各航空技術研究所本部は業務に影響がおよぶほどの被害を受け、本部そのものを移転する研究所もあった。下に掲げるのは1945年8月までの各研究所本部の状況と設置ずみ、または設置予定であった各出張所である。
第1陸軍航空技術研究所
立川本部は風洞施設を小破のほか大部分を焼失し、近隣の西多摩郡福生町で本部業務を行った。
- 木月出張所（神奈川県川崎市木月町） 飛行機に関する研究業務
- 甲府出張所（山梨県甲府市朝気町） 飛行機に関する研究業務  ※ 爆撃により全焼

第2陸軍航空技術研究所
立川本部は発動機運転施設を中破のほか、一部をのぞき焼失または破壊の被害を受けた。
- 高山出張所（岐阜県高山市千島町） 航空原動機の高空性能試験に関する業務
- 岡谷出張所（長野県岡谷市小井川） 航空に関する原動機の研究業務

第3陸軍航空技術研究所
立川本部はほとんど全部の施設を焼失または大破し、福生町へ移転した。
- 三方原出張所（静岡県引佐郡気賀町西気賀） 航空化学兵器に関する研究業務
- 阿宇ヶ浦出張所（茨城県那珂郡前渡村） 航空に関する爆弾ならびに爆撃器材に関する研究業務

第4陸軍航空技術研究所
立川本部の施設全部を焼失し、東京都八王子市に本部を移転したが同地も全焼した。
- 橋本出張所（神奈川県相模原町橋本） 超短波多重研究および地上電源の審査業務
- 中巨摩出張所（山梨県中巨摩郡増穂） 地上器材、航空器材の研究および審査業務

第5陸軍航空技術研究所
立川本部は爆撃により中破した。
- 屋代出張所（長野県埴科郡屋代町） 航空に関する計測器の研究業務   ※ 工場未完成
- 足柄出張所（神奈川県足柄上郡南足柄町） 航空に関する光学兵器の研究業務

第6陸軍航空技術研究所
立川本部は爆撃により中破した。
- 京都出張所（京都府愛宕郡岩倉村） 航空に関する金属材料の研究業務
- 日光出張所（栃木県上都賀郡今市町）熱電対材料、空盆材料の溶解対アルコール燃料防蝕法の研究および審査業務

第7陸軍航空技術研究所
立川本部は全焼し、東京都西多摩郡青梅町に本部を移転した。
- 秩父出張所（埼玉県秩父町熊木） 航空被服および同関連資材に関する研究業務
- 甲府出張所（山梨県甲府市伊勢町） 航空糧食および同関連器材の研究業務   ※ 爆撃により全焼

第8陸軍航空技術研究所
立川本部施設の大部分を大破または焼失した。
- 新潟出張所（新潟県新潟市関屋） 航空衛生および同関連兵器の研究業務   ※ 移転中
- 由木出張所（東京都南多摩郡由木村） 酸素関係事項の研究および審査業務

1945年（昭和20年）8月、日本政府はポツダム宣言を受諾し太平洋戦争は日本の敗戦で終結した。第1から第8陸軍航空技術研究所の具体的な廃止または閉鎖の時期は確認できないが、8月下旬以降、日本陸軍は従来の機能を失っている。各研究所を統轄する上級組織である陸軍航空本部は同年11月15日に廃止され、研究所の根拠となる陸軍航空技術研究所令は、同年11月13日施行の「陸海軍ノ復員ニ伴ヒ不要ト為ルベキ勅令ノ廃止ニ関スル件」（勅令第632号）により翌1946年（昭和21年）3月31日までに廃止されることになった。
研究所廃止後の研究員は民間企業に移籍した者や、研究成果を民間向けの製品に応用するため起業する者もいた。航空食糧を開発していた岩垂荘二が設立した萬有栄養は船舶や航空機向けの救難食糧を販売し、自衛隊向けの救命糧食も納品している。

## 年譜
- 1909年07月 - 臨時軍用気球研究会を設立。
- 1919年04月 - 陸軍航空学校研究部を埼玉県所沢町に設置。
- 1924年05月 - 陸軍航空学校研究部を所沢陸軍飛行学校研究部に改編。
- 1925年05月 - 所沢陸軍飛行学校研究部を陸軍航空本部技術部に改編。
- 1928年09月 - 陸軍航空本部技術部を東京府立川町に移転。
- 1935年08月 - 陸軍航空本部技術部を陸軍航空技術研究所に昇格独立。8科編成。
- 1937年07月 - 陸軍航空技術研究所を3部編成（全9科）に改編。
- 1940年07月 - 陸軍航空技術研究所を9部編成に改編。
- 1942年10月 - 陸軍航空技術研究所を第1～第8陸軍航空技術研究所に改編。
- 1945年08月 - 太平洋戦争終戦。同年11月までに各研究所を廃止。

## 歴代所長

### 陸軍航空本部技術部 部長
- 笹本菊太郎 少将：1925年5月1日[75] - 1928年8月10日[76][* 27]
- 福井四郎 少将：1928年8月10日[76][77] - 1932年4月11日[78]
- 伊藤周次郎 少将：1932年4月11日[78][79] - 1935年8月1日

### 陸軍航空技術研究所 所長
- 伊藤周次郎 少将：1935年8月1日[80][81] - 1937年8月2日（1936年3月7日、中将に進級[82]）
- 香積見弼 少将：1937年8月2日 - 1938年12月10日
- 安田武雄 少将：1938年12月10日 - 1942年6月1日（1939年8月1日、中将に進級[83]）
- 阪口芳太郎 中将：1942年6月1日 - 1942年10月15日

### 第1～第8陸軍航空技術研究所 所長
第1陸軍航空技術研究所
- 緒方辰義 少将 1942年10月15日 - （1945年3月1日、中将に進級[84]） 陸軍航空審査部長兼務

第2陸軍航空技術研究所
- 絵野沢静一 少将 1942年10月15日 -  1945年4月21日[85]（1945年3月1日、中将に進級[84]）
- 信濃成繁 大佐 1945年4月21日[85] - （1945年6月10日、少将に進級[86]）

第3陸軍航空技術研究所
- 正木博 少将 1942年10月15日 -

第4陸軍航空技術研究所
- 山崎武夫 大佐 1942年10月15日 - （1944年8月1日、少将に進級[87]）

第5陸軍航空技術研究所
- 坂戸直孝 少将 1942年10月15日 - （1945年4月30日、中将に進級[88]）

第6陸軍航空技術研究所
- 牧野演 少将 1942年10月15日 - 1943年6月10日[89]
- 仁井辰造 少将 1943年6月10日 -

第7陸軍航空技術研究所
- 川島四郎 主計大佐 1942年10月15日 - （1945年6月、主計少将に進級）

第8陸軍航空技術研究所
- 四十宮龍蔵 軍医少将 1942年10月15日 - 1943年7月20日
- 渡辺甲一 軍医少将 1943年7月20日 -
- 河野清吾 軍医大佐[69]